# (5058) Tarrega
(5058) Tarrega es un asteroide perteneciente al cinturón de asteroides, descubierto el 28 de julio de 1987 por Tsutomu Seki desde el Observatorio de Geisei, Geisei, Japón.

## Designación y nombre
Designado provisionalmente como 1987 OM. Fue nombrado Tarrega en honor al guitarrista español Francisco Tárrega.

## Características orbitales
Tarrega está situado a una distancia media del Sol de 2,254 ua, pudiendo alejarse hasta 2,776 ua y acercarse hasta 1,732 ua. Su excentricidad es 0,231 y la inclinación orbital 7,174 grados. Emplea 1236,58 días en completar una órbita alrededor del Sol.

## Características físicas
La magnitud absoluta de Tarrega es 13,8. Tiene 5,822 km de diámetro y su albedo se estima en 0,163.